# ذوالنون مصری

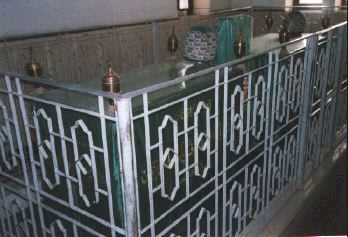
مقبره ذوالنون مصری در شهر مردگان قاهره.

ذوالنون مصری (شیخ ابوالفیض ثوبان ابن ابراهیم) (زاده: ۱۸۰ قمری - درگذشت:۲۴۶ قمری) از بزرگان صوفیان در مصر بود. وی در شهر اخمیم مصر در کنار رود نیل به دنیا آمده و در شهر مردگان (العرفه) در جنوب شرقی قاهره دفن شده‌است.
اصل او نوبی بود و مدتی را در دمشق و انطاکیه گذراند و در مکه نزد زهاد و محدثان اقامت گزید. پاره‌ای از منابع از سفر او به بغداد نیز گزارش داده‌اند. علت این سفر را این‌گونه نوشته‌اند که وی در برخی از علوم تصنیفاتی کرد که سبب شد مردم مصر به انکار او برخیزند و به او تهمت بزنند که علومی را مستحدث کرده که صحابه دربارهٔ آن‌ها سخن نگفته‌اند. از این رو، وی را به زندقه منسوب ساختند و از او در نزد متوکل خلیفه عباسی سخن چینی بسیاری کردند و متوکل او را به بغداد احضار کرد و ۴۰ روز در زندان نگاهداشت ولی در چند جلسه مباحثه‌ای که با وی داشت متوکل توبه کرده بسیار گریست و او را گرامی داشت و سرانجام خلیفه او را با اکرام به مصر بازگردانید.
ذوالنون مذهب مالکی داشت و فقه خوانده بود و از آثاری که به او نسبت داده شده مشخص می‌شود که وی علاوه بر فقه در علومی مانند طب و کیمیا نیز دست داشته‌است و همچنین وی پیرو طریقه ملامت بود و در توکل بی‌نظیر بیشتر اهل مصر او را کافر و زندیق می‌دانستند و تا زنده بود منکر او بودند ولی پس از مرگ درستی احوال او مشخص گردید.

## در بزرگداشت ذوالنون مصری
روزبهان بقلی:
ذوالنون مصری رئیس قوم بود، در همه مقامات کامل و صاحب تصانیف.
هجویری:
سفینه تحقیق و کرامت و گنجینه شرف اندر ولایت، ابوالفیض ذوالنون بن ابراهیم مصری، از اخیار قوم و بزرگان و عیاران طریقت بود. راه بلا سپردی و طریق ملامت رفتی.
جواد نوربخش:
ذوالنون مصری از بزرگان صوفیه و دانشمندان غیر عرب است. او شریعت را توأم با طریقت عمل می‌کرد، اما بیانش دربارهٔ صوفیه و احوال و مقامات صوفیه بود. ذوالنون اولین کسی بود که اصطلاحات عشق بازی را وارد تصوف کرد و معانی رمزی برای آنها قایل گردید. … او که از فلسفه یونان متأثر بود با عصای عقل و دانش تا پایان عمر در جستجوی علم و معرفت بیشتر می‌کوشید. از این رو هرکجا نشان پیری را می‌داند بی درنگ به سوی او می‌شتافت.

عطار نیشابوری:
آن پیشوای اهل ملامت، آن شمع جمع قیامت، آن برهان مرتبت و تجرید، آن سلطان معرفت و توحید، آن حجتٍ الفقر فخری، قطب وقت ذوالنون مصری - رحمةالله علیه - از ملوک طریقت بود و سالک راه بلا و ملامت. در اسرار توحید نظری داشت و روشی کامل و ریاضت و کرامات وافر.

## آثاری که به وی نسبت داده‌اند
- الرکن الاکبر
- کتاب الثقه فی الصنعه
- مجربات
- قصیده عن حجر الحکما
- کتاب العجائب
- رساله فی العناصر الثلاثه
- رساله فی خواص الاکسیر
- رساله فی تدبیر الحجر الکریم
- رساله فی الحجر
- رساله فی الصفه
- صفه المومن و المومنه

## آثاری که دربارهٔ وی منتشر گردیده‌است
علاوه بر مطالب و اشعاری که در آثاری چون تذکرة الاولیای عطار، شرح شطحیات روزبهان، نفحات الانس جامی، کشف المحجوب هجویری، طبقات الکبرای شعرانی، مثنوی مولوی، هفت اورنگ جامی و مصیبت نامه عطار نیشابوری آمده، کتاب «ذوالنون مصری از مشاهیر دانشمندان و صوفیه مصری» در یازده بخش منتشر گردیده‌است.